# マーク・ダフィー
マーク・ジェームズ・ダフィー（Mark James Duffy、1985年10月7日 - ）は、イングランド・リヴァプール出身のサッカー選手、サッカー指導者。現役時代のポジションはMFまたはFW。